# منصور شاه الأول
السلطان منصور شاه الأول بن السلطان زين العابدين شاه الأول (1138 هـ / 1725م أو 1723م - 14 جمادى الأخر 1208 هـ / 14 يوليو 1794م)، هو السلطان الثاني لترغكانو وابن السلطان زين العابدين الأول. ولد عام 1710، وحكم من عام 1733 إلى عام 1793. تزوج من تونكو بولانج ابنة السلطان سليمان بدر العالم شاه. توفي في 17 يناير 1794 وخلفه ابنه السلطان زين العابدين الثاني.
نجل الملك تونكو محمد بن السلطان منصور رياض شاه الذي تزوج من إنجكو توان ناوي بنت السلطان لونغ يونس وهي ابنة سلطان كلنتن، أصبح سلطان كلنتن الذي حكم من 1795 إلى 1800.
في عام 1208 هـ (1794م) بدأ بالجفاف. في ليلة الجمعة 14 جمادى الآخرة 1208 هـ الموافق 14 يوليو 1794م، أطلقت رصاصة مدفع تخليداً لوفاته في ذلك اليوم. في اليوم التالي دٌفن في مسجد عابدين في كوالا ترغكانو.